# Merinotus apicalis
Merinotus apicalis är en stekelart som beskrevs av Szepligeti 1922. Merinotus apicalis ingår i släktet Merinotus och familjen bracksteklar. Inga underarter finns listade i Catalogue of Life.